# Anchoa delicatissima
Anchoa delicatissima is een straalvinnige vis uit de familie van ansjovissen (Engraulidae), orde van haringachtigen (Clupeiformes). De vis kan een lengte bereiken van 8 centimeter.

## Leefomgeving
Anchoa delicatissima komt in zeewater en brak water voor. De soort komt voor in subtropische wateren in de Grote Oceaan.

## Relatie tot de mens
In de hengelsport wordt er weinig op de vis gejaagd.